# Coop (Suiza)
Coop (en alemán: Coop Schweiz; en francés: Coop Suisse; en italiano: Coop Svizzera) es una cooperativa suiza de consumo y es el segundo mayorista de distribución de alimentos en Suiza, después de Migros. En 2001, Coop se fusionó con 11 federaciones cooperativas que hasta entonces habían sido sus principales proveedores durante 100 años.

## Historia
La primera cooperativa de consumidores y usuarios en Suiza fue fundada por el emprendedor textil Jean Jeny en 1850. Imitando dicho ejemplo, varias cooperativas fueron estableciéndose otras regiones del país y pronto se hizo evidente la conveniencia de agruparse, para así ampliar la oferta y mejorar la distribución. Luego de dos intentos infructuosos de agrupación en 1853 y 1869, el 11 de enero de 1890 se funda en Olten la Unión Suiza de Sociedades de Consumo.
Este consorcio agrupaba cooperativas de Zúrich, Grenchen, Biel-Bienne, Olten y Basilea; esta última designada como coordinadora del ente. A finales de ese año, la Unión contaba con la membresía de 43 cooperativas y en 1892 abrió el primer almacén centralizado de distribución. En 1883, la Unión se transformó en sociedad cooperativa, cumpliendo la normativa del derecho cooperativo. En 1915, ya renuía a 407 cooperativas y para finales de la Segunda Guerra Mundial, aumenta aún más su importancia, abriendo en 1948 el primer supermercado en Zúrich. 
En la década de 1960, la Unión empieza a publicitarse por televisión, pero ya para 1967 su actividad comercial se encontraba fuertemente menoscabada por la presencia de la cooperativa rival Migros. En 1969, la Unión Suiza de Sociedades de Consumo se transformó en Coop Suiza y emprendió un primer plan de fusiones con el objetivo de reducir el número de cooperativas miembros a 40 en 1975. Sin embargo, en 1979 todavía existían 67 cooperativas, por lo que Coop activó un segundo plan de fusiones que permitió alcanzar la meta en 1983, con 18 centros de distribución.
Posteriormente, en 1986, el número de cooperativas pasó de 40 a 18 y se estableció un único centro de distribución. En 1998 se reestructura nuevamente la organización, concentrando todas las cooperativas existentes en la época (14) en el consorcio Coop, que se convirtió de esta manera en cooperativa única nacional, descentralizada en 5 regiones comerciales (Romandía, Berna, Suiza Nor-Occidental, Suiza Central-Zúrich y Suiza Oriental-Tesino). Desde 2007, Coop maneja la red de hipermercados dejados por Carrefour en Suiza. En 2014 adquirió la red de restaurantes "Marché".

## Socios y líneas
Los socios de Coop son familias, a diferencia del cooperativismo tradicional, donde los cooperativistas son personas físicas o jurídicas. Al 31 de diciembre de 2014, el número de familias asociadas era de 2.502.100. 
Coop es líder en venta de productos orgánicos ("Bio"), comercializados a través de sus marcas "Coop Oecoplan", "Coop Naturaline", "Coop Naturaplan", y "Max Havelaar". Es también un operador virtual de telefonía móvil en la red Orange, con su marca "CoopMobile". Tiene asimismo una línea de productos económicos llamada "Prix-Garantie".
Coop ofrece también el sistema "Supercard", mediante el cual es posible, en cada compra, acumular puntos canjeables luego por productos. Posee una tienda virtual ("Coop@home") para comprar en línea con despacho a domicilio e incluso ofrece servicios bancarios a través de "Bank Coop".

## Red de ventas de productos alimenticios
Coop tiene la siguiente infraestructura de distribución:
- 837 tiendas Coop;
- 269 tiendas de conveniencia Coop Pronto
- 32 grandes almacenes Coop City;
- 30 hipermercados Coop Megastore;

## Red de ventas de productos no alimenticios
Coop maneja adicionalmente otras redes de distribución:
- 68 tiendas Coop Bau+Hobby (productos para el hogar bajo el concepto "ármelo usted mismo");
- 185 tiendas Interdiscount (electrónica y computación);
- 60 tiendas TopTip y Lumimart (muebles e iluminación);
- 96 tiendas Import (perfumería);
- 84 tiendas Christ (joyería);
- 25 farmacias Coop Vitality;
- 163 estaciones de servicio Coop;